# Паркерсбург (Западна Вирџинија)
Паркерсбург (енгл. Parkersburg) град је у америчкој савезној држави Западна Вирџинија.

## Демографија
По попису из 2010. године број становника је 31.492, што је 1.607 (-4,9%) становника мање него 2000. године.
| Група             | 2000.          | 2010.          |
| Белци             | 31.710 (95,8%) | 29.642 (94,1%) |
| Афроамериканци    | 579 (1,7%)     | 624 (2,0%)     |
| Азијати           | 138 (0,4%)     | 138 (0,4%)     |
| Хиспаноамериканци | 269 (0,8%)     | 368 (1,2%)     |
| Укупно            | 33.099         | 31.492         |